# Mark Walker
Bradley Mark Walker, född 20 maj 1969 i Dothan i Alabama, är en amerikansk republikansk politiker och baptistpastor. Han var ledamot av USA:s representanthus från 2015 till 2021.
Walker studerade vid Trinity Baptist College och Piedmont Baptist College. Han har varit verksam som affärsman och sedan som pastor.
Walker håller "djupt konservativa" övertygelser. Han är en uttalad motståndare till Obamacare.
Han är gift med Kelly och har tre barn.